# ديزج شور
ديزج شور هي قرية في مقاطعة سراب، إيران. عدد سكان هذه القرية هو 15 في سنة 2006.